# Forródrót (politika)
Forródrótnak (vagy forró drótnak) (angolul hotline) nevezték a politikában az egyes nagyhatalmak vezetői között a hidegháború korszakában létesült közvetlen távközlési kapcsolatot. A legnevezetesebb az ilyenek között az USA és a Szovjetunió közötti forródrót volt.

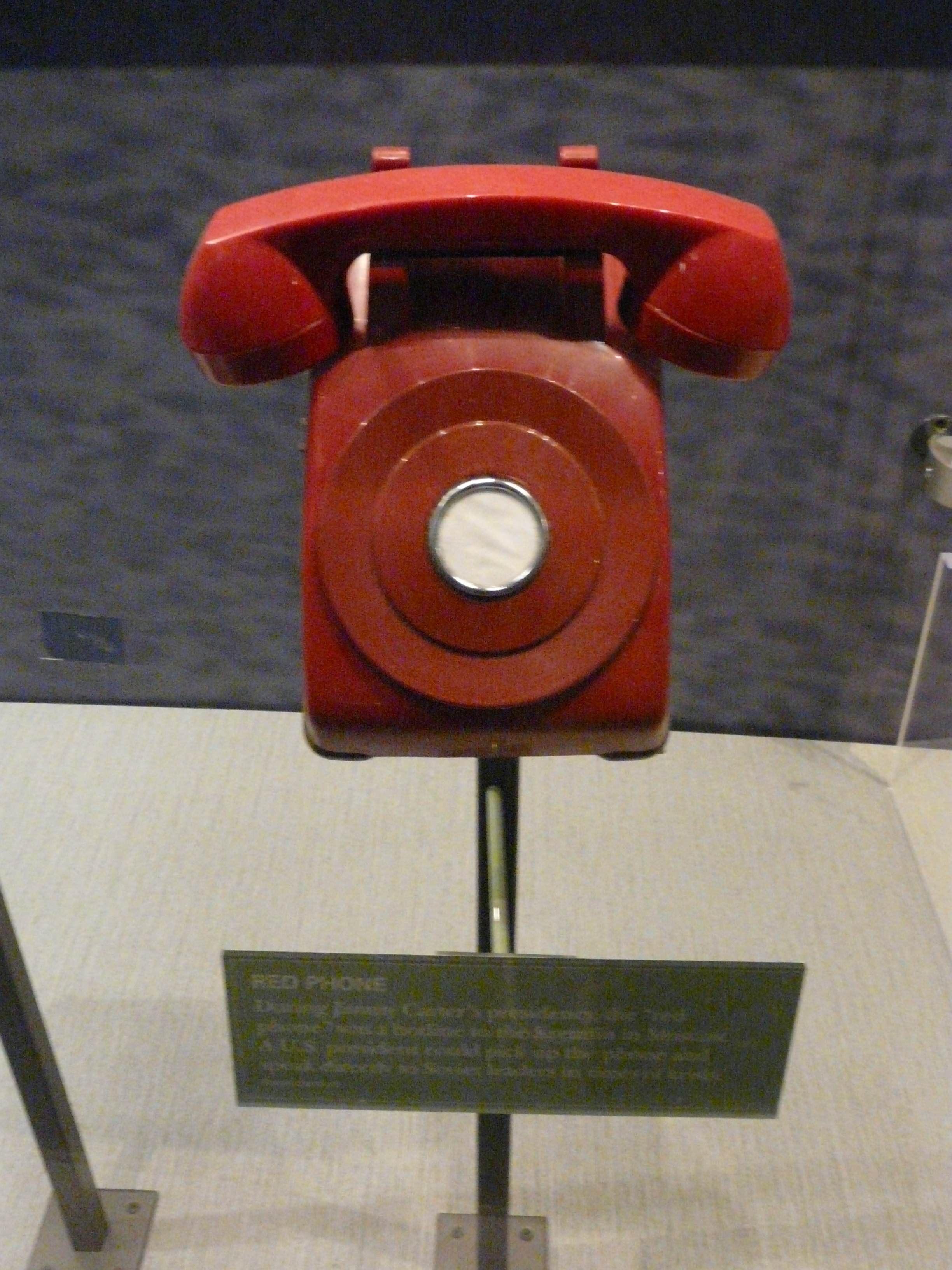
Carter elnök idején a forródrót amerikai oldalán alkalmazott „vörös telefon”, tárcsa nélküli telefonkészülék (Jimmy Carter Könyvtár és Múzeum).

## Az USA és a Szovjetunió között
A legnevezetesebb forródrót jelentette az Amerikai Egyesült Államok elnöke és a Szovjetunió Kommunista Pártjának első titkára közötti közvetlen távközlési kapcsolatot, amely 1963-ban létesült államközi megállapodás alapján. (E kifejezés orosz változata a „vörös telefon” volt.) A két szuperhatalom közötti párbeszéd kezdetét jelképezte a világsajtóban.
A közhiedelemmel szemben ez a kapcsolat - főleg kezdetben - nem telefonkapcsolaton, hanem távgépíró kapcsolaton alapult: a szöveget először egy tolmács lefordította angolra, majd egy operátor távgépírón elküldte Washingtonba illetve Moszkvába. 1967-től valódi telefonokat is használtak. Így Leonyid Brezsnyev már valódi telefonon cáfolta Jimmy Carter amerikai elnökkel folytatott beszélgetésben 1979-ben az afganisztáni szovjet beavatkozást.

## Egyéb forródrótok
- A Szovjetunió és Nagy-Britannia között,
- a Szovjetunió és Franciaország között,
- Észak-Korea és Dél-Korea között.